# Niceto Muguruza
Niceto Muguruza Larriña (1883 - 1920) fue un médico Español.
Niceto Muguruza fue pionero en la lucha contra la tuberculosis y en la mejora sistemática de las condiciones de higiene y salubridad. Fue una persona con muchas inquietudes sociales y culturales. Su hijo Javier Muguruza Alberdi (1914-2002) fue un relevante médico pediatra.

## Biografía

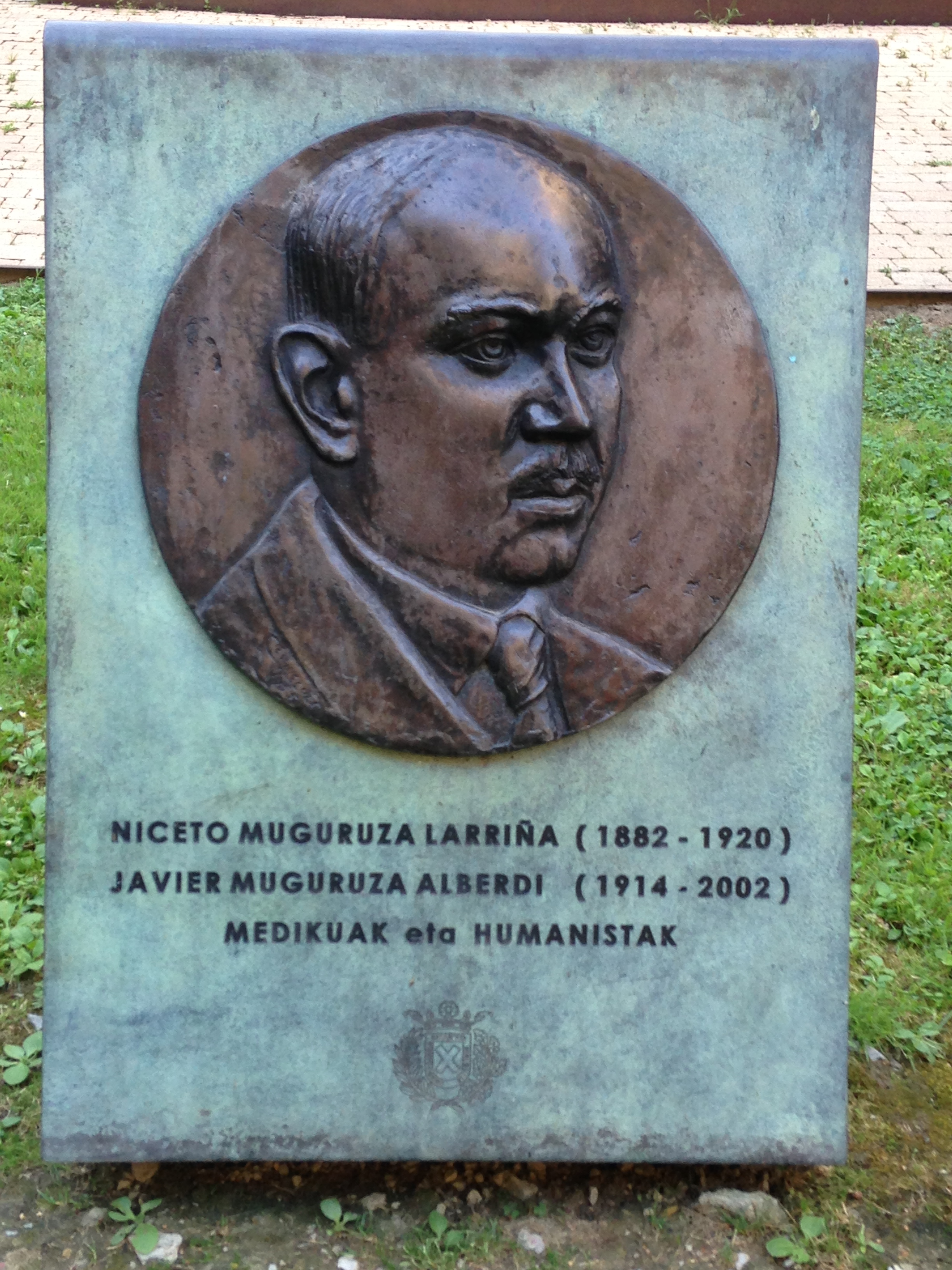
Monumento a Niceto Muguruza. Medallón obra de Carlos Elguezua

Niceto Muguruza nació en la población guipuzcoana de Éibar en el País Vasco, España en el año 1882. Estudio la carrera de medicina en Zaragoza y en la Facultad de Medicina de la Universidad Central de Madrid se doctoró el 2 de diciembre de 1909 con la tesis titulada Datus para el pronóstico de la tuberculosis pulmonar, estudio de la taquicardia y la fiebre de los tuberculosos en patogenia y su valor pronóstico.
De vuelta a su pueblo natal comenzó a trabajar como médico y llegó a dirigir el Laboratorio municipal de Higiene de Éibar, desde donde impulsó toda clase de medidas de higiene, principalmente relacionadas con el agua, tanto la calidad del agua de consumo como la de saneamiento, para destinadas a aumentar la los índices de salud de la población.
Impulso, junto a otros médicos entre los que estaba Ciriaco Aguirre la creación un sanatorio antituberculoso en Éibar, llamado "Jardín de Convalecientes".
En 1907 da unas conferencias sobre  nociones generales de la higiene del obrero siderúrgico y en 1918 publica el libro Nociones Generales de Higiene del Obrero Siderúrgico, un libro que expone las condiciones a cumplir en el ámbito de la salud laboral.
En 1919 participó en la Asamblea de Administración Municipal Vasca organizada por Eusko Ikaskuntza con la ponencia Contribución del municipio a la lucha antituberculosa escolar. 
Murió a los 37 años de edad víctima de un accidente de tráfico en 1920 cuando en compañía del pintor Jacinto Olave y de Ignacio Anitua regresaba a casa de una excursión en sidecar. Al año siguiente de su fallecimiento se publicó en la revista "Euskalerriaren Alde"  su artículo Contribución al estudio de la Etnogénica vasca.